# La Bûche
La Bûche is een Franse film van Danièle Thompson die werd uitgebracht in 1999.
Deze tragikomedie was het regiedebuut van scenarioschrijfster Danièle Thompson.

## Verhaal
Parijs. De Française Yvette is een beroemde violiste die vijfentwintig jaar geleden is gescheiden van de charmante brombeer Stanislas, een gepensioneerde zigeuner-violist van Russische afkomst. Ondertussen zijn hun drie dochters volwassen geworden. 
Louba, de oudste, is zangeres en danseres in een Russische nachtclub. Ze heeft het niet breed en leeft bij haar vader op wie ze erg gesteld is. Ze is al ruim tien jaar de minnares van een man die nooit zijn vrouw zal verlaten. Ze durft hem nu niet vertellen dat ze zwanger is van hem. Sonia, de welgestelde en groothartige bourgeoise, heeft te kampen met een afbrokkelend huwelijk. Zij is de grote voorstander van het jaarlijkse kerstfeest. Milla, de jongste, is rebels, lief en wat onevenwichtig en ze voelt zich eenzaam en bitter. Ze komt naar het kerstfeest alleen maar uit plichtsgevoel tegenover de familie.
Naar aanleiding van het recente overlijden van haar tweede echtgenoot wordt Yvette door haar dochters uitgenodigd om samen kerstavond te vieren. Ook Stanislas zal van de partij zijn alhoewel hij niet bepaald uitkijkt naar de ontmoeting met zijn ex-vrouw. Spanningen en oud en onuitgesproken zeer komen bovendrijven, het uur van de waarheid komt er voor iedereen aan.   

## Rolverdeling
| Acteur                 | Personage                                           |
| ---------------------- | --------------------------------------------------- |
| Sabine Azéma           | Louba                                               |
| Emmanuelle Béart       | Sonia                                               |
| Charlotte Gainsbourg   | Milla                                               |
| Claude Rich            | Stanislas Roman, de vader van Louba, Sonia en Milla |
| Françoise Fabian       | Yvette, de moeder van Louba, Sonia en Milla         |
| Jean-Pierre Darroussin | Gilbert, de getrouwde minnaar van Louba             |
| Isabelle Carré         | Annabelle                                           |
| Samuel Labarthe        | Pierre                                              |
| Françoise Brion        | Janine                                              |
| Christopher Thompson   | Joseph, de stiefbroer van Louba, Sonia en Milla     |
| Hélène Fillières       | Véronique                                           |
| Marie de Villepin      | Marie                                               |